# Tomás Trénor Azcárraga
Tomás Trénor Azcárraga (València, 1894 - ?1982) fou un noble i polític valencià, fill de Tomás Trénor i Palavicino, i segon Marquès del Túria. Enginyer industrial, ingressà a l'exèrcit espanyol i durant la Segona República Espanyola fou forçat a retirar-se. Durant la guerra civil espanyola va reingressar a l'exèrcit sublevat i assolí el càrrec de comandant fins que es retirà definitivament el 1954.
Des del 1939 fou president de la Junta d'Obres del Port de València. Entre 1955 i 1958 fou alcalde de València i procurador a Corts Espanyoles. Fou destituït després dels efectes de la riuada de 1957 per haver protestat per la falta d'ajudes de les autoritats estatals juntament amb Martí Domínguez Barberà, director de Las Provincias, i Joaquim Maldonado, president de l'Ateneu Mercantil de València.